# Namagondo
Namagondo è una circoscrizione rurale (rural ward) della Tanzania situata nel distretto di Ukerewe, regione di Mwanza. Conta una popolazione di 12 034 abitanti (censimento 2012).